# David Richerby
David Richerby ist ein britischer Informatiker und Mathematiker und Hochschullehrer an der University of Essex.
2003 wurde Richerby an der Universität Cambridge in Informatik bei Anuj Dawar promoviert (Fixed-point logics with choice). Er ist seit 2019 Lecturer an der School of Computer Science and Electrical Engineering (CSEE) der University of Essex.
Er befasst sich mit dem SAT-Problem und anderen Constraint Satisfaction Problems (CSP) wie solche vom Abzähltyp, Komplexitätstheorie, Kombinatorik (und kombinatorischen Algorithmen), und stochastischen Prozessen wie dem Moran-Prozess, der die zufällige Ausbreitung von Mutationen in der Populationsgenetik mit geographisch strukturierten Populationen beschreibt.
Für 2021 wurde ihm gemeinsam mit Martin Dyer ein Gödel-Preis zugesprochen für ihre Arbeit An Effective Dichotomy for the Counting Constraint Satisfaction Problem von 2010. Wie die anderen Empfänger des Gödel-Preises von 2021 wurden damit Arbeiten gewürdigt, die den Höhepunkt der Klassifikation von Abzählkomplexität von Constraint Satisfaction Problems (CSP) darstellen. Sie bewiesen zusammen ein umfassendes Komplexitäts-Dichotomie-Theorem für das CSP-artige Abzählprobleme, die als Verteilungsfunktion (partition function) ausdrückbar sind: alle diese Probleme sind entweder in Polynomzeit lösbar oder Sharp-P-schwer (Laudatio zum Gödel-Preis).